# Župnija Bohinjska Bistrica
Župnija Bohinjska Bistrica je rimskokatoliška teritorialna župnija Dekanije Radovljica Nadškofije Ljubljana s sedežem v Bohinjski Bistrici.

## Sakralni objekti
- Cerkev sv. Miklavža v Bohinjski Bistrici, župnijska cerkev
- Cerkev sv. Ahacija v Nemškem Rovtu,
- Cerkev sv. Marije Magdalene v Brodu,
- Cerkev Vnebovzetja Device Marije v Bitnjah.